# Нотариална покана
Нотариалната покана е изрично волеизявление в писмена форма. Най-често се отправя към неизрядната страна по правоотношение. С нея се цели доброволно решаване на правен въпрос, избягване на съдебен процес (спор) или други усложнения.
Връчването се извършва чрез нотариус, по правилата на Гражданския процесуален кодекс (ГПК).
Нотариалното надписване, най-често чрез щемпел(и), (наричано удостоверяване) върху този документ, удостоверява датата на връчване и номер на разписка.
„За връчване на нотариална покана молителят трябва да представи поканата в три еднообразни екземпляра. Нотариусът отбелязва върху всеки от тях, че поканата е била съобщена на лицето, до което се отнася, след което единият екземпляр от поканата се предава на лицето, от което поканата произхожда, а другият екземпляр се подрежда в нарочна книга при нотариуса.“
В англосаксонската правна система подобен документ без нотариална заверка се нарича „Cease and desist“.